# 仮面舞踏会 (宝塚歌劇)
『仮面舞踏会』（かめんぶとうかい）は宝塚歌劇団の舞台作品。月組公演。
併演作品は『アンジェリク』。トップ娘役・小松美保の退団公演。

## 解説
※『宝塚歌劇100年史（舞台編）』の宝塚大劇場公演のページを参照
仮面の裏側に隠された人間模様を題材とした作品。白、黄、青、桃色、黒、金・・等、様々な色の仮面をテーマに、栄光、虚偽、哀感等を描く。榛名由梨がミスターXとして様々なキャラクターを見せ、人々と絡んだ場面があった。また、「君の瞳に恋してる」を順みつきが、「マスカレード」を大地真央がカーテン前で歌った。

## 公演期間と公演場所
- 1980年1月1日 - 2月12日　宝塚大劇場[2]
- 1980年4月3日 - 4月30日　東京宝塚劇場[3]

## 宝塚大劇場公演のデータ
形式名は「グランド・ショー」。18場。

### スタッフ（宝塚大劇場）
- 作・演出：横澤英雄[2]
- 作曲・編曲：高井良純[4]、入江薫[4]
- 編曲：なかもとけいいち[4]
- 音楽指揮：溝口堯[4]
- 振付[4]：喜多弘、羽山紀代美、山田卓、朱里みさを
- 装置：石浜日出雄[4]
- 衣装：静間潮太郎[4]
- 照明：今井直次[5]
- 音響：松永浩志[5]
- 小道具：万波一重[5]
- 効果：川ノ上智洋[5]
- 演出助手[5]：中村暁、石田昌也、谷正純
- 制作：橋本雅夫[5]